# 南砺市立井口中学校
南砺市立井口中学校（なんとしりつ いのくちちゅうがっこう）は、富山県南砺市に存在した市立中学校。

## 概要
通称は「井口中」。
南砺市立南砺つばき学舎開校により廃校した。

## 沿革

### 年表[2][3]
- 1947年（昭和22年）4月1日 - 井波町外五ケ村中学校組合立井波中学校及び城端町外六ケ村中学校組合立城端中学校に分かれて就学
- 1948年（昭和23年）
  - 4月20日 - 井波中学校井口分校設置認可
  - 4月24日 - 井波中学校井口分校開校式
  - 10月16日 - 木造２階建校舎竣工
- 1950年（昭和25年）8月8日 - 校歌「尾根高く空にせまりて」を制定
- 1954年（昭和29年）
  - 5月6日 - 校舎増築竣工
  - 8月19日 - 井口村立井口中学校設立認可
- 1961年（昭和36年）4月4日 - 校旗樹立
- 1973年（昭和48年）10月7日 - 井口小、中学校体育館竣工
- 1977年（昭和52年）7月25日 - 女子テニス部 県中学校選手権大会団体優勝
- 1978年（昭和53年）7月25日 - 女子テニス部 県中学校選手権大会団体優勝
- 1979年（昭和54年）11月18日 - 井口中学校同窓会発足
- 1981年（昭和56年）6月26日 - 新校舎建設工事起工式
- 1982年（昭和57年）4月12日 - 鉄筋３階建て新校舎落成式
- 1983年（昭和58年）7月19日 - 女子テニス部　県中学校選手権大会団体優勝
- 1987年（昭和62年）1月24日 - 体育館竣工
- 1999年（平成11年）5月11日 - 椿現地学習開始
- 2002年（平成14年） - 総合的な学習「いのくち課題学習」本格開始
- 2003年（平成15年）8月 - 全日本吹奏楽コンクール富山県大会「中学校Ｂ部門」金賞
- 2004年（平成16年）
  - 8月 - 全日本吹奏楽コンクール富山県大会「中学校Ｂ部門」金賞
  - 11月1日 - 8町村合併により南砺市誕生「南砺市立井口中学校」に改称
- 2006年（平成18年）2月6日 - 全国中学校スキー大会　男子回転10位入賞
- 2007年（平成19年）2月15日 - 日本学校保健会より保健教育推進学校優良校表彰
- 2017年（平成29年）8月22日 - 男子バドミントン　全国中学校体育大会出場（男子ダブルス）
- 2019年（平成31年・令和元年）
  - 2月5日 - 全国中学校スキー大会　女子回転７位、大回転10位入賞
  - 7月 -  「第１回井口っ子商店」開催
- 2021年（令和3年）
  - 3月28日 - 南砺市立井口中学校閉校式
  - 4月1日 - 本校と井口小学校を統合した南砺市立南砺つばき学舎開校

## 部活動[4]
部活動はバドミントン部と吹奏楽部とテニス部があった。
バドミントン部は2017年に個人で全国大会に出場している。

## 主な行事
- 4月 - 入学式
- 5月 - 小中合同運動会
- 9月 - 修学旅行
- 10月 - 小中合同学習発表会
- 3月 - 卒業式

## 通学区域
合併前の井口村の区域

## 交通
JR城端線 福野駅より市営バスで20分